# Шейн Вест
Шеннон Брюс Снайт (англ. Shane West Snaith, нар. 10 червня 1978) — американський актор, панк-рок музикант та автор пісень. Шейн відомий за ролями Елі Самлер в фільмі «Знову і знову», Лендона Картера в «Пам'ятна прогулянка», Дарбі Креш y «Те, що ми робимо — секрет» та інші.

## Життєпис

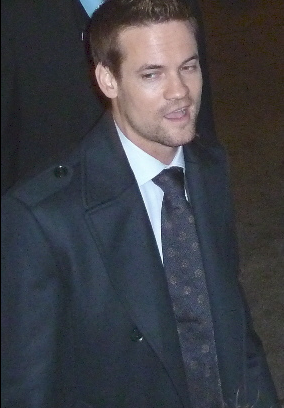
Шейн Вест на Міжнародному фестивалів фільмів у Торонто 2010

Шейн Вест народився 10 червня 1978 року в сім'ї музикантів у місті Батон Руж, в Луїзіані. У віці дев'яти років, після розлучення батьків, Шейн із сестрою і матір'ю переїхав до Лос-Анджелеса. У старших класах школи він вирішив, що стане актором, і вже в 17 років отримав першу гостьову роль в серіалі СіБіЕс «Частоколи». Завдяки участі в комедійних серіалах «Хлопець пізнає світ» і «Міго», Шейн отримав роль у телефільмі «Гра — битва» (Westing Game, 1997), на зйомках якого працював з відомою актрисою і режисером Дайен Ледд. Критики високо оцінили гру Веста у виставі «Правила виноробів», поставленому Томом Хульце. Крім того, він продовжував виконувати гостьові ролі в телесеріалах, таких як «Баффі — винищувачка вампірів» і «Подорожі в паралельні світи» (слайдери).
У 1999 році в його кар'єрі відбувся прорив. Він уклав трирічний контракт на участь в серіалі Ей Бі Сі «Знову і знову» у ролі важкого підлітка. У перервах між зйомками серій йому вдалося зіграти в драмі Баррі Левінсона «Висоти Свободи» (1999) з Едріен Броуді в головній ролі, а також отримати перші ролі в підліткових комедіях «Будь-якою ціною» (Whatever It Takes, 2000) і «Вірус Любові» (Get Over It, 2000). А після того, як Шейн зіграв палке кохання до Менді Мур у картині «Пам'ятна прогулянка», він отримав статус серцеїда.
Незважаючи на те, що серіал «Знову і знову» був закритий в 2002 році, кар'єра Уеста не зменшила обертів. Він отримав роль дорослого Тома Сойєра у літньому бойовику « Ліга видатних джентльменів» (2003), головну роль в якому виконав Шон Коннері.

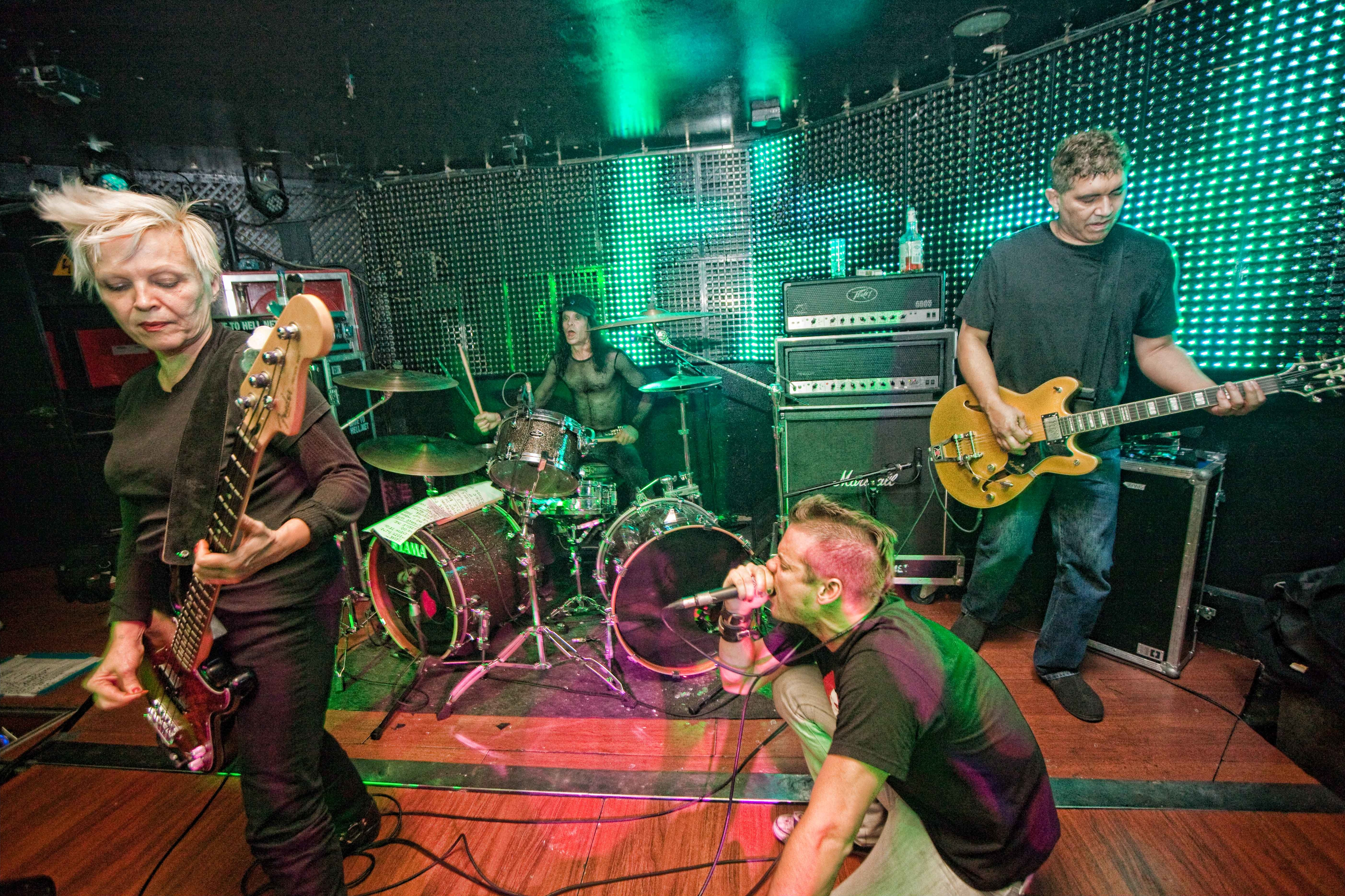
Вест виступає з The Germs в Мадриді в грудні 2009 року.

Шейн поєднує акторську професію з музикою. Він грає на гітарі і співає у своїй групі «Jonny Was». Одна з пісень цієї групи увійшла в саундтрек картини «Пам'ятна прогулянка».

## Сім'я

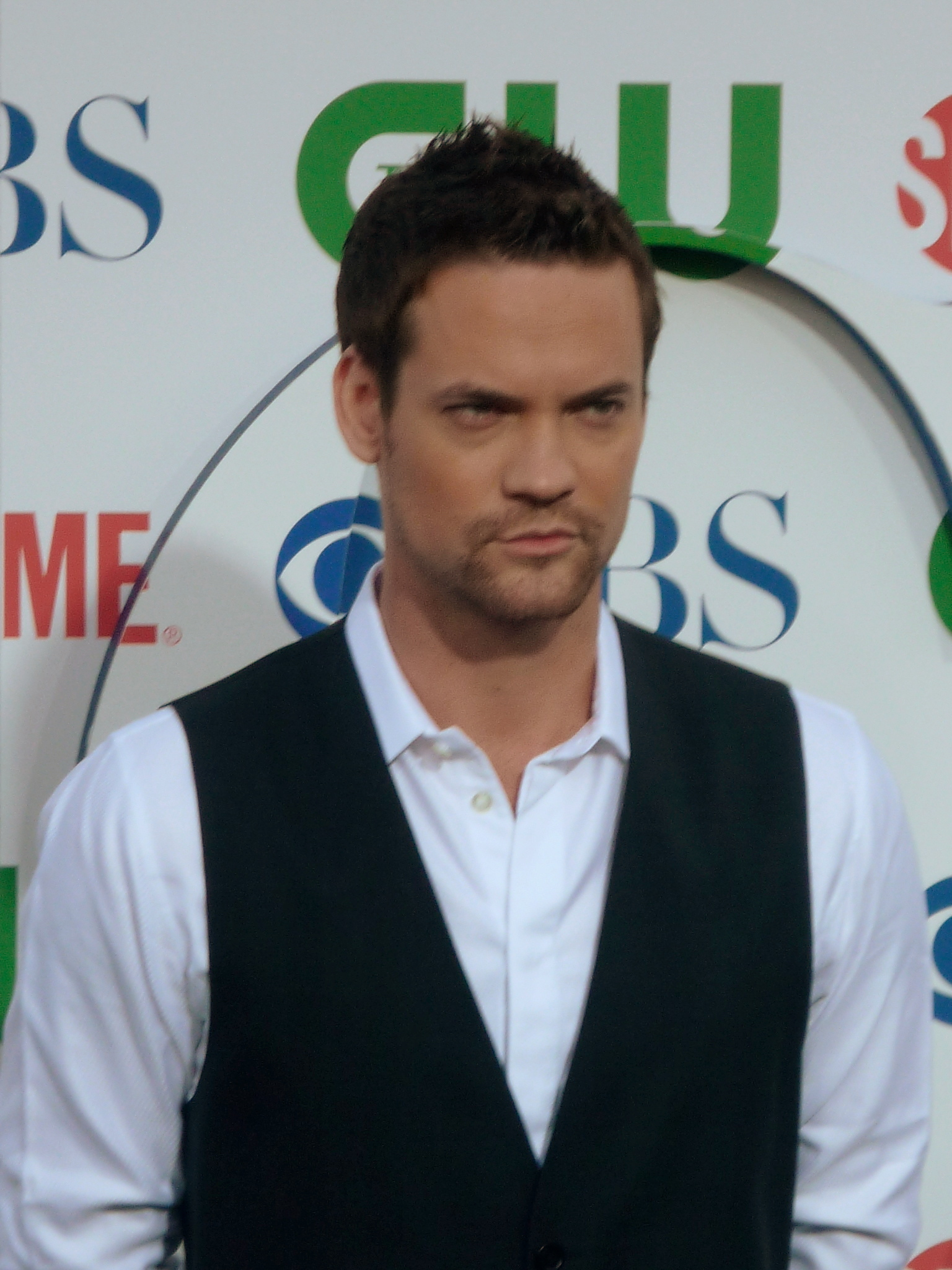
Шейн Вест 2010

- Дон Снайт — батько, власник аптеки; родом з Ямайки;
- Катрін Снайт — мати, розлучилася з чоловіком, коли Шейну не було і 10 років;
- Симона — молодша сестра;
- Марлі Енн — молодша зведена сестра;

## Фільмографія
- 2019 — Ґотем
- 2014—2017 — Салем
- 2011 — Холод The Cold — Sean Kotz
- 2010 — Присутність/The Presence — Ghost
- 2010 — Гасові ковбої — Tom Craig
- 2010 — Ельдорадо El Dorado — Jack
- 2009 — Подарунок Echelon Conspiracy — Max Peterson
- 2009 — Святилище Чевроних Пісків Red Sands — Jeff Keller
- 2009 — Мешканець The Lodger — Street Wilkenson
- 2007 — Supreme Courtships (ТВ)
- 2007 — Те що ми робим — таємниця What We Do Is Secret — Дарбі Креш
- 2006 — Старший син (фільм), 2006 The Elder Son — Bo
- 2004 — 2009 Швидка допомога (серіал) ER — Dr. Ray Barnett
- 2003 —  Ліга видатних джентльменів  The League of Extraordinary Gentlemen — Tom Sawyer
- 2002 — Пам'ятна прогулянка  A Walk to Remember — Landon Carter
- 2001 — Вірус любові Get Over It — Bentley 'Striker' Scrumfeld, Demetrius
- 2001 — Одинадцять друзів Оушена
- 2000 —  Час танцювати  A Time for Dancing — Paul, the DJ
- 2000 — Дракула 2000 Dracula 2000 — J.T.
- 2000 —  Будь-якою ціною  Whatever It Takes — Ryan Woodman
- 1999 —  Висоти свободи  Liberty Heights — Ted
- 1999 — 2002 — Знову і знову(серіал) Once and Again — Eli Sammler
- 1998 — Clips' Place (ТВ)
- 1998 —  Володіти і керувати  To Have & to Hold — Mitch Maloney
- 1997 — Міго (серіал) Meego — Guy With Big Hat
- 1997 —  Гра — бій  (ТБ) The Westing Game — Chris Theodorakis
- 1997 — 2003 Баффі — винищувачка вампірів  Buffy the Vampire Slayer — Sean
- 1996 — 1997 Mr. Rhodes (серіал) — Mick
- 1995 — 2000 Вир світів (серіал) Sliders
- 1993 — 2000  Хлопець пізнає світ  (серіал) Boy Meets World — Nick
- 1992 — 1997 California Dreams (серіал) — Doug, озвучка
- 1992 — 1996  Застава фехтувальників  (серіал) Picket Fences — Dave Lattimore